# Frans De Prycker
Frans De Prycker, né le 30 avril 1928 à Waesmunster et mort le 16 janvier 1998 à Edegem, est un coureur cycliste belge, professionnel de 1951 à 1954 .

## Palmarès
- 1950
  - 2e étape du Tour de Belgique amateurs
- 1951
  - Circuit des régions flamandes des indépendants
  - Circuit de la Meuse
- 1952
  - 2e de l'Egmont Cycling Race